# Grøn (slægter)
 For alternative betydninger, se Grøn (flertydig). (Se også artikler, som begynder med Grøn)
Grøn. Af de forskellige adelsslægter af dette navn hævede ingen sig op over lavadelen; mest kendt er en jysk uradelsslægt, hvis våben — en halv grå ulv over tre sølv-bølger i blåt — kendes fra Sjælland 1365. Slægten kan antagelig føre sin afstamning tilbage til Jens Grøn, der levede 1325 og som i sit våben førte en opspringende halv grå ulv over tre bølger. Slægten gik omkring 1600 over i bondestanden.

## Borgerlig slægt
En jysk præsteslægt føres tilbage til sognepræst i Nøvling og Sinding Peder Grøn eller Grimstrup (d. 1659), hvis søn sognepræst i Nørre Felding Lauritz Grøn (d. 1700) var fader til Dorthea Linde Grøn (1688-1764), hvis børn med farver og brygger i Holstebro Anders Hansen (død 1752) optog moderens slægtsnavn. Deres søn, justitsråd Rudolph Henrik Grøn (1723-1789) var bedstefader til legatstifteren grosserer Marinus Emanuel Grøn (1799-1872), grundlægger af M.E. Grøn & Søn, hvis søn var grosserer Ludvig Jens Tønnes Grøn (1827—1910). Denne var fader til Marinus Oscar Curtois Grøn (1854-1939) — leder af de Grønske virksomheder —, Ada Louisa Grøn (1855-1939), forlagsboghandler, redaktør Ludvig George Curtois Grøn (1864-1923), der 1893-96 var indehaver af C.A. Reitzels Forlag, og stiftamtmand, kammerherre Harry Rowland Howard Grøn (1861-1934), hvis søn var professor i skovbrug ved Landbohøjskolen, dr.polit. Alfred Howard Grøn (1894-1967).
Grosserer L.J.T. Grøn var fader til direktør og jægermester Austin Nordborg Grøn (1857-1932), der var fader til frøken Eili Grøn, bestyrelsesmedlem i de grønske firmaer. Søn af redaktør L.G.C. Grøn var Mulli B. Grøn (1899-1980), der overtog de grønske virksomheder.
Købmand og medlem af Københavns Borgerrepræsentation Christian Grøn (1894-1971) var søn af landmand Jes Petersen Grøn (1852-1932) og Jensine Kristine Edlefsen (1851-1945)
Handelsslægten Grøn havde i omtrent 100 år landstedet Rolighed i Nordsjælland.
Store dele af slægten Grøn er begravet i et mausoleum på Vedbæk Kirkegård. Vedbæk kirke blev for øvrigt bygget som kapel
i 1871, finansieret af Hvidt familien fra Bakkehuset og Grøn familien fra Rolighed.